# Wilhelm Bornemann (Theologe)
Wilhelm Bornemann (* 2. März 1858 in Lüneburg; † 30. Juni 1946 in Jugenheim) war ein deutscher evangelischer Theologe.

## Leben und Wirken
Bornemann stammte aus einer Lüneburger Beamtenfamilie. Der Vater war rechtskundiger Senator der Stadt. Nach dem Studium der Evangelischen Theologie u. a. in Leipzig und Göttingen habilitierte Bornemann sich 1884 an der Universität Göttingen. Nach zwölfjähriger Tätigkeit als Inspektor des Pädagogiums des Klosters Unser Lieben Frauen und Prediger an der Klosterkirche St. Marien in Magdeburg wurde er 1898 ordentlicher Professor für Kirchengeschichte und Praktische Theologie an der Universität Basel, 1902 Pfarrer an der St. Nikolaikirche in Frankfurt am Main und 1906 Senior des Predigerministeriums. 1922 übernahm er nebenamtlich eine Professur für Praktische Theologie an der Universität Frankfurt am Main.
Bornemann war ein Schüler Adolf Harnacks und gehörte dem Freundeskreis um Martin Rade, Friedrich Loofs und Paul Drews an, aus dem 1887 die Zeitschrift Die Christliche Welt hervorging. Bornemann gilt als Vertreter des Kulturprotestantismus.
Er ist auch als Dichter geistlicher Lieder hervorgetreten. Von ihm stammt u. a. das Kirchenlied Herr, dein heiliger Wille führt uns in die Stille.
1895 verlieh ihm die Theologische Fakultät der Universität Kiel die Ehrendoktorwürde.

## Werke
- In investiganda monachatus origine quibus de causis ratio habenda sit Originis, 1885.
- Die Unzulänglichkeit des theologischen Studiums der Gegenwart. Ein Wort an Dozenten, Pfarrer und Studenten. 1885, 2. Aufl. 1886.
- Kirchenideale und Kirchenreformen. Ein Beitrag zur Beurteilung der Hammersteinschen Bewegung. 1887.
- Unterricht im Christentum. 1891 (Dritte Auflage: 1893).
- Bittere Wahrheiten. Eine unerwartete Beleuchtung der „Ernsten Gedanken“ des Herrn Oberstlieutenant von Egidy, 1891 (Fünfte Auflage: 1891, Digitalisat).
- Zu Freiheit und Frieden. Religiöse Reden, 1893.
- Der Streit um das Apostolikum. Vortrag, 1893 (Dritte Auflage: 1893).
- Zur katechetischen Behandlung des ersten Artikels im Lutherischen Katechismus, 1893.
- Der zweite Artikel im Lutherschen kleinen Katechismus. Fragen und Vorschläge (Hefte zur christlichen Welt 10), 1893.
- Religiöse Zweifel. Zwei Predigten, 1893.
- Christenthum und ethische Cultur. 1897.
- Christliche Vollkommenheit nach katholischer und evangelischer Auffassung. Vortrag, 1897.
- Melanchthon als Schulmann. Rede am 16. Februar 1897 in der Aula des Pädagogiums zum Kloster Unser Lieben Frauen zu Magdeburg gehalten, 1897.
- Historische und praktische Theologie. 1898.
- Die Allegorie in Kunst, Wissenschaft und Kirche, 1899.
- Der Protestantismus und die Frauen. Ein Vortrag, 1900.
- Die Bibel und die Mission. Vortrag, 1901.
- Vier Tabellen zur Geschichte der Basler Mission, 1902.
- Bete und arbeite. Predigten, 1904.
- Der Konfirmandenunterricht und der Religionsunterricht in der Schule in ihrem gegenseitigen Verhältnis. 1907.
- Die katholischen Missionen und die Politik. Vortrag, 1907.
- Die Friedensfahrt deutscher Kirchenmänner nach England. Skizzen zum Andenken und Nachdenken, 1908.
- Jesus. Vier Vorträge gehalten in Frankfurt am Main, 1910.
- Konfuzius. Seine Persönlichkeit und seine Grundanschauungen nach den Lun Yü. 1912 (Dritte Auflage: 1922).
- Frankfurt am Main – eine Universität ohne theologische Fakultät?, 1913.
- Wie kommt es zu persönlicher Frömmigkeit?, 1914.
- Die Ursprünge der Christlichen Welt, in: Hermann Mulert (Hg.): Vierzig Jahre „Christliche Welt“. Festgabe für Martin Rade zum 70. Geburtstag, 4. April 1927, Gotha 1927, 4ff.
- Heitere Bilder aus Leben und Zeit, o. J. [1932].

## Herausgeber
- Augustins Bekenntnisse in neuer Übersetzung und mit einer Einleitung (Bibliothek theologischer Klassiker, Bd. 12), 1888.